# Xenotrichula velox
Xenotrichula velox is een buikharige uit de familie Xenotrichulidae. Het dier komt uit het geslacht Xenotrichula. Xenotrichula velox werd in 1927 voor het eerst wetenschappelijk beschreven door Remane. 